# Vlaardingenlaan

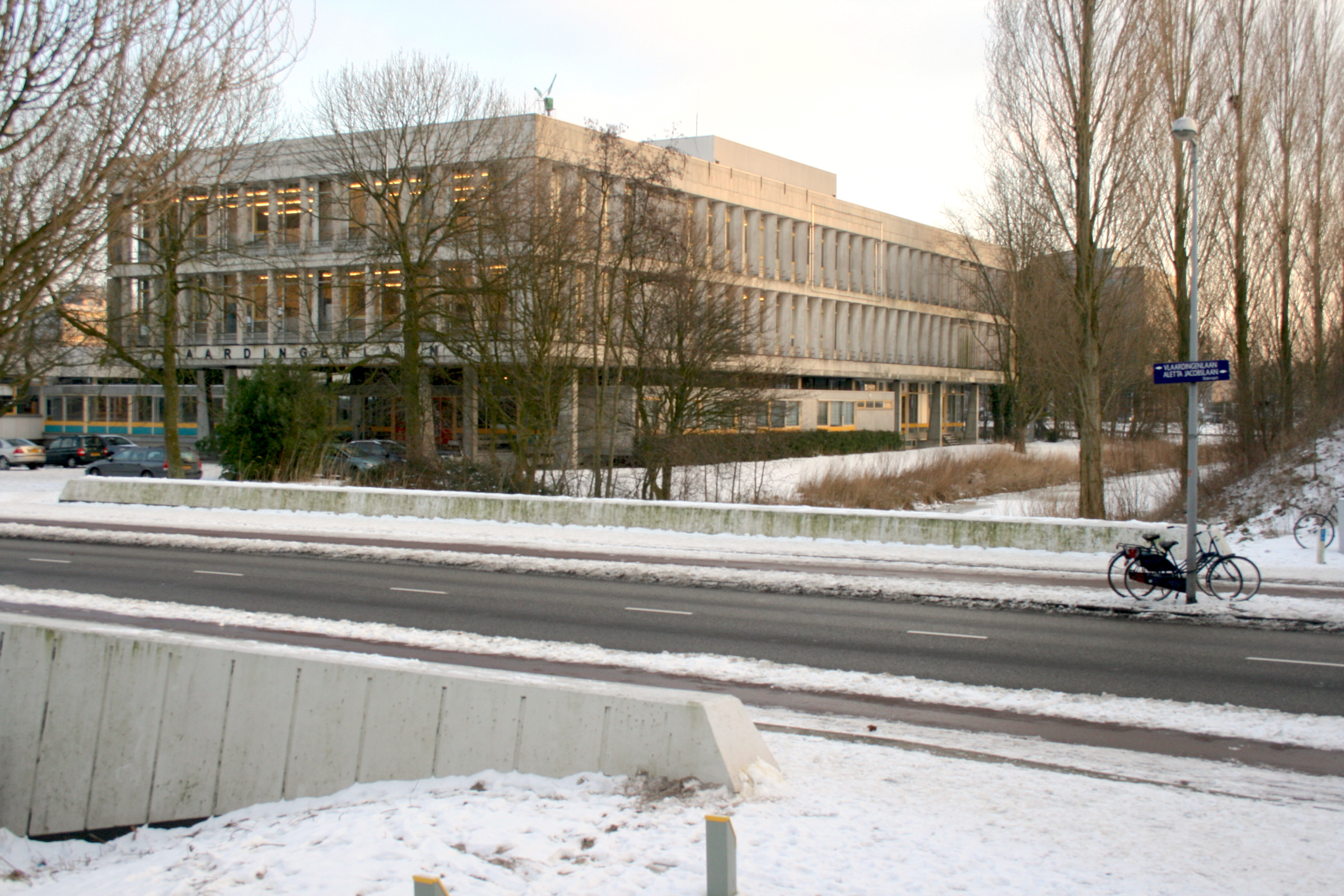
Vlaardingenlaan 2012

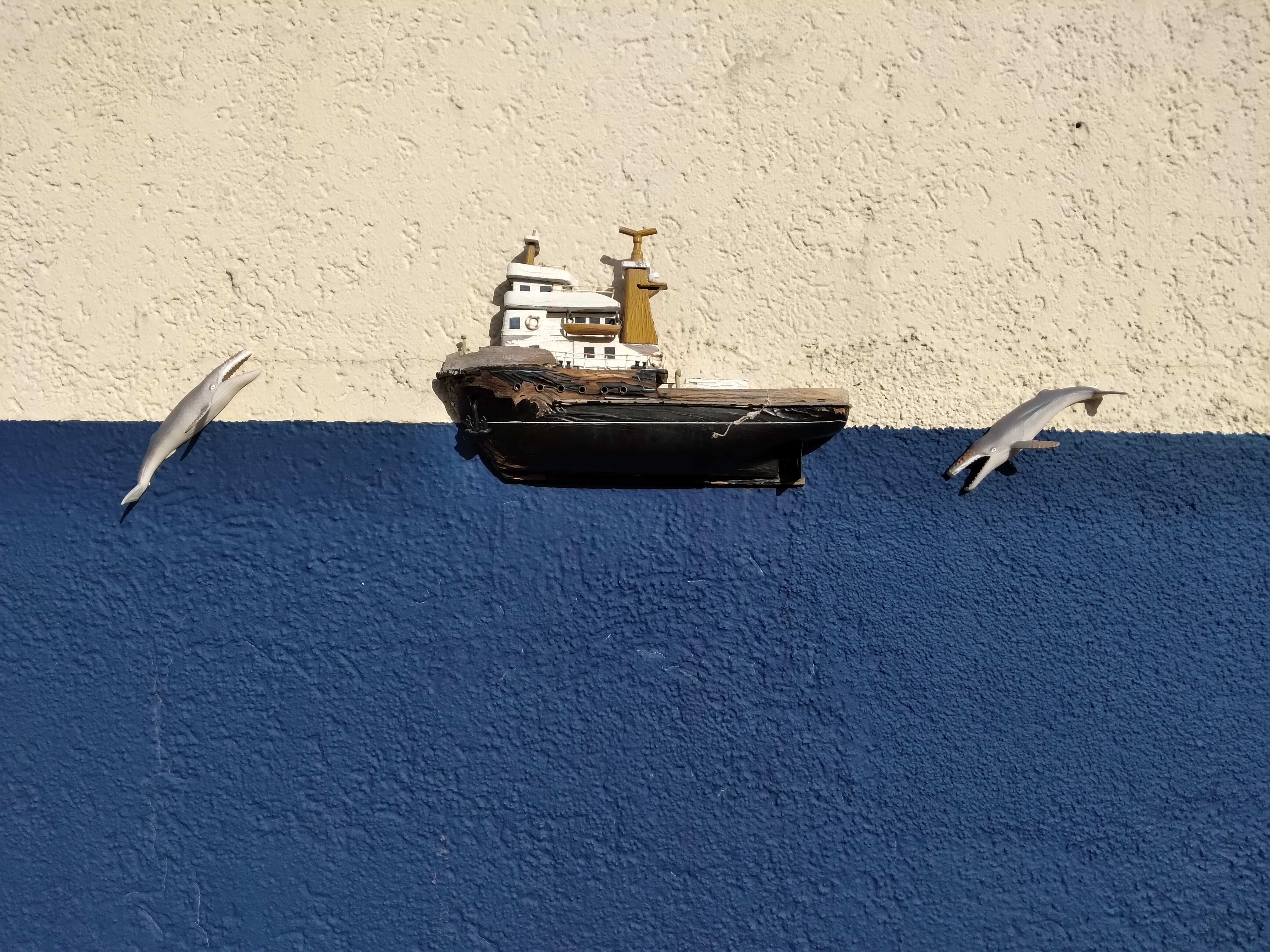
Vissersboot van Frankey (februari 2021)

De Vlaardingenlaan is een belangrijke doorgaande straat in de subwijk Westlandgracht in Overtoomse Veld in Amsterdam Nieuw-West.

## Geschiedenis en ligging
De straat werd bij een raadsbesluit van 1 april 1959 vernoemd naar de Zuid-Hollandse stad Vlaardingen.
De straat begint bij het Aalsmeerplein en loopt westwaarts waarbij halverwege onder een viaduct de Ringweg A10 wordt gekruist. Na de Ringspoorbaan waarvoor een doorgraving noodzakelijk was gaat de straat over in de Aletta Jacobslaan. De straat wordt door onder andere de Naaldwijkstraat en Overschiestraat gekruist. De straat is vernoemd naar de Zuid-Hollandse stad Vlaardingen. 
Op 1 juni 1986 werd het viaduct van de Spoorlijn Amsterdam Centraal - Schiphol over de Vlaardingenlaan/Aletta Jacobslaan in gebruik genomen en op 28 mei 1997 volgde aan de oostzijde hiervan de metrobaan met het viaduct van metrostation Henk Sneevlietweg.

## Gebouwen
Opmerkelijk is de huisnummering aan deze straat. In 2019 zijn bekend de huisnummers 1, 1a, 5, 9, 15, 21, 23, 25 en 100, daarna gaat de nummering verder vanaf 454 tot 600, alleen even nummers.
Aan de noordzijde bevinden zich hoofdzakelijk portiekflats maar ook laagbouw. Aan de zuidzijde bevinden zich alleen bedrijfspanden, kantoren en scholen waaronder het DWI en het Technisch College Amsterdam.
De straat begint in het oosten nog voor de Westlandgracht met een duogebouwtje van de tekentafels van de Dienst der Publieke Werken uit 1951 dat onderdak biest aan een transformatorhuisje en een gasregulateursstation; officieel heeft het geen adres, maar draagt wel het straatnaambord Vlaardingenlaan (Oud-Zuid).
Vlaardingenlaan 25, een voormalige Technische School uit 1973 is een gemeentelijk monument en het enige monument aan de laan. Het gebouw van beton, glas en staal is ontworpen door Ben Ingwersen in de functionalistische bouwstijl. Opvallend aan het gebouw is de zogenaamde getilde voorgevel, daarmee werd een open ruimte geschapen onder lokalen voor een ingang. Na een grondige verbouwing en toevoeging van een nieuwbouwvleugel is Lumion sinds 2019 gevestigd in het schoolgebouw.

## Kunstwerken
Van oost naar west liggen vier kunstwerken in of over de Vlaardingenlaan:
- Vlaardingenlaanbrug (brug 118P)
- Brug 690
- Vlaardingenmetrobrug (brug 1652)
- Vlaardingenspoorbrug

## Kunst
In de 750 meter lange straat is nauwelijks "Kunst in de openbare ruimte" te vinden. Op het terrein rondom huisnummer 1 staat een beeld van Jan Meefout uit 1977. Street Art Frankey plaatste rond 2019 een beeldje van een vissersboot op een blinde zijgevel van een straat uitkomend op de laan.

## Openbaar vervoer
Buslijn 62 rijdt door de straat. Sinds 28 mei 1997 rijdt metrolijn 50 over de straat en heeft er een station evenals metrolijn 51 sinds 3 maart 2019.